# Hyloxalus parcus
Espèce
Synonymes
- Colostethus parcus Rivero, 1991

Statut de conservation UICN

 DD  : Données insuffisantes
Hyloxalus parcus est une espèce d'amphibiens de la famille des Dendrobatidae.

## Répartition
Cette espèce est endémique de la province de Zamora-Chinchipe en Équateur. Elle se rencontre à 1 981 m d'altitude dans la cordillère Orientale.

## Publication originale
- Rivero, 1991 : New Ecuadorean Colostethus (Amphibia, Dendrobatidae) in the collection of the National Museum of Natural History, Smithsonian Institution. Caribbean Journal of Science, vol. 27, no 1/2, p. 1-22 (« texte intégral »(Archive.org • Wikiwix • Archive.is • Google • Que faire ?)).